# Nouvelle Finlande

Nouvelle Finlande (en finnois : Uusi Suomi) était un journal finlandais qui a paru de 1919 à 1991.

## Histoire
Uusi Suomi pris la suite du journal Uusi Suometar (1847–1866) qui avait été précédé du journal   Suometar (1869–1919). 
Le premier numéro de Suometar paru le 12 janvier 1847. 
On considère que son fondateur fut Paavo Tikkanen. 
Suometar s'intéressait principalement à des questions et préoccupations relatives à la population finlandaise.
Uusi Suometar représentait la vision Fennomane.
De sa création en 1919 jusqu'en 1976, Uusi Suomi fut le journal officiel du Parti de la Coalition nationale (Kokoomus). À partir de 1976 sa ligne devint indépendante en restant conservatrice.
À la fin des années 1980 le journal eut de difficultés financières. La dernière parution de Uusi Suomi eut lieu le 29 novembre 1991.
Le journal Iltalehti dont la publication débuta en 1980 comme l'édition du Soir de  Uusi Suomi peut être considéré comme son successeur.
En 2007 l'éditeur Niklas Herlin achète les droits d'usage du nom Uusi Suomi et lance un journal en ligne du même nom à l'automne 2007.

## Éditeurs en Chef
- 1919–1921 Artturi Heikki Virkkunen
- 1921–1922 Ernst Nevanlinna
- 1922–1932 Kaarlo Koskimies
- 1932–1940 Samuel Johannes Malakias
- 1940–1956 Lauri Aho
- 1956–1967 Eero Petäjäniemi (avec Pentti Poukan à partir de 1965)
- 1967–1976 Pentti Poukka
- 1976–1989 Johannes Koroma
- 1989–1990 Ari Valjakka
- 1990–1991 Jarmo Virmavirta